# Scoria

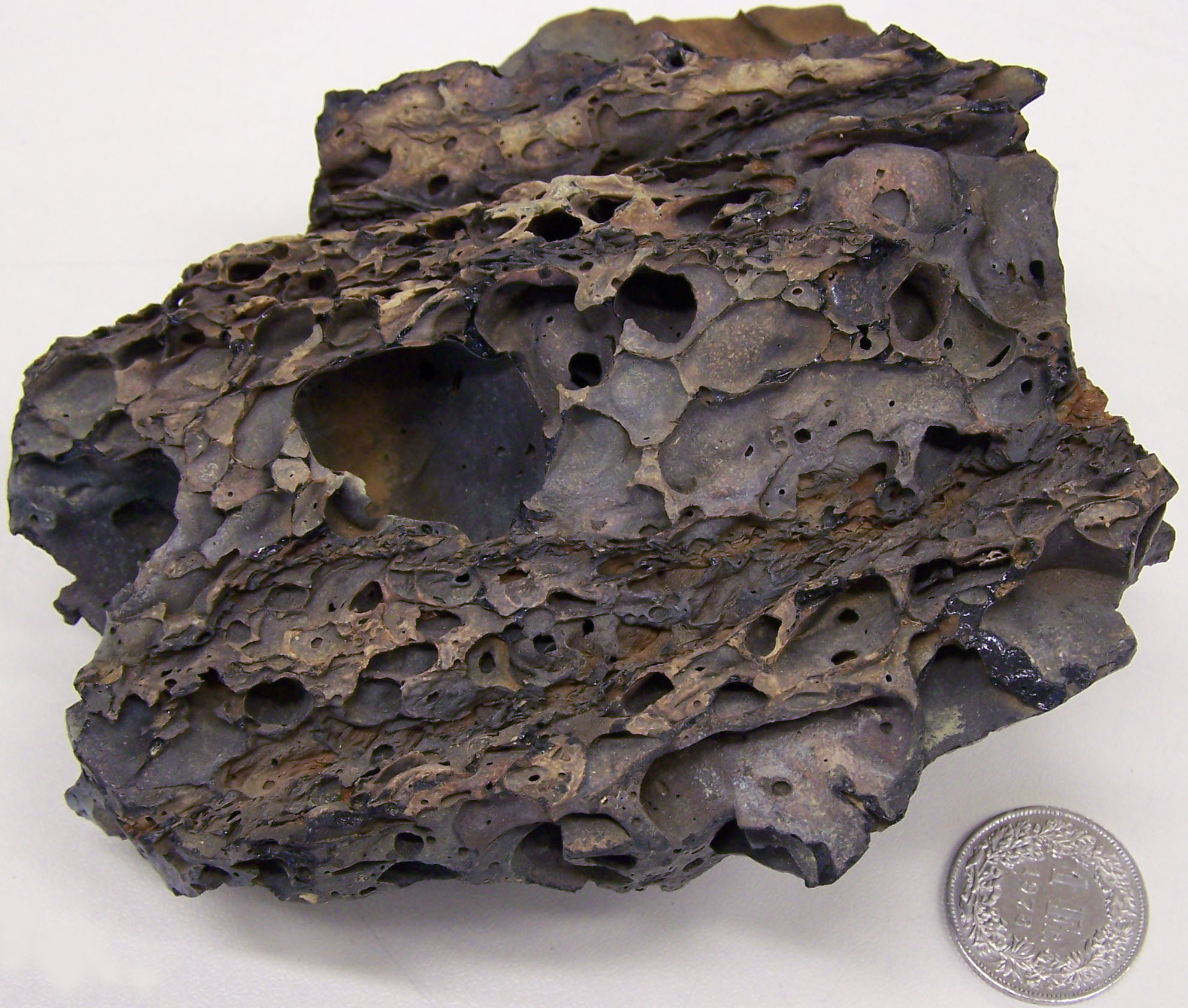
Scoria

Scoria, ook wel slak of sintel genoemd, is een type uitvloeiingsgesteente met een basaltische of andesitische samenstelling. Het is de mafische variant van puimsteen en doorgaans donkerroodbruin tot zwart van kleur. Het gesteente is zeer poreus door de vele holtes die in scoria voorkomen. Deze zijn ontstaan door gassen die uit het magma opstegen. De soortelijke massa van scoria ligt tussen de 0,8 en de 2,1 waardoor de lichtste varianten op water kunnen drijven. De scoria bestaat voornamelijk uit deeltjes vulkanisch glas en vulkanische as die tezamen een grillige massa vormen.

## Vorming
Als een opstijgend magma een zone van lagere druk binnendringt, kunnen de gassen die zich in het magma bevinden ontsnappen en vormen vesicles (blaasvormige holtes). Als het magma of de lava (magma die aan het aardoppervlak is gekomen) stolt, raken de vesicles gevangen. Dit veroorzaakt de hoge porositeit, tot wel 98 - 99%. Scoria kan zowel uit de vulkaan geworpen zijn, als plaatselijk op de top van de vulkaan gevormd. Dit wordt in-situ genoemd. Grote hoeveelheden scoria kunnen samen een slakkenkegel vormen, een hoog poreuze massa die gevormd wordt op de top van een vulkaan. Voorbeelden hiervan zijn de slakkenkegels in de Vulkaaneifel in Duitsland, Helgafell en Eldfell op Heimaey, Mount Wellington en de Three Kings in Nieuw-Zeeland.
Scoria wordt in tuincentra vaak verkocht onder namen als "lavasteen" en meestal gebruikt als decoratie in rotstuinen of op terrassen.